# Дмитриј Мендељејев
Дмитриј Иванович Мендељејев (рус. Дми́трий Ива́нович Менделе́ев; Тобољск, 8. фебруар 1834 — Санкт Петербург, 2. фебруар 1907) био је руски хемичар. Познат је као један од двојице научника који су створили Периодни систем елемената, a који је био важна карика науке у Другој индустријској револуцији. За разлику од осталих стваратеља, Мендељејев је предвидео да ће се открити још многи елементи. Његов принцип послужио је као кључ за откривање скоро свих радиоактивних елемената са великим бројем изотопа и представља најсавршенији класификациони систем у природним наукама. У неколико случајева познато је његово неслагање са прихваћеним атомским масама. Говорио је да се оне не слажу са Периодним законом, и то се показало као тачно.

## Биографија
Мендељејев је рођен у Тобољску, у Сибиру. Отац му је био Иван Павлович Мендељејев а мајка Марија Дмитријевна Мендељејева (рођена Корнилијева). Његов деда је био Павао Соколов, православни свештеник из регије Твер. Иван, заједно са својом браћом и сестрама, добио је ново презиме док је похађао теолошко семениште. Мендељејев је одгајан у православном духу, а мајка га је савјетовала да се држи божанске и научне истине. Његов син је једном изјавио да се Мендељејев касније удаљио од цркве и прихватио неку форму деизма. Мендељејев је био једно од многобројне деце Ивана и Марије, а тачан број ни до данас није познат. Различити извори наводе 11, 13, 14 или 17 деце. Када је имао 13 година, након што му је отац умро, а мајчина фабрика уништена у пожару, Мендељејев је пошао у гимназију у Тоболску. Године 1849. мајка га је водила по целој Русији настојећи му приушти више образовање. Универзитет у Москви га није примио. Њих двоје су затим отишли у Санкт Петербург, где је успео да упише школу свог оца. Сада сиромашна, породица Мендељејев се настанила у Санкт Петербургу, где је он завршио главни педагошки институт 1850. године. Након завршене школе, добио је туберкулозу, што га је приморало да се одсели на Крим 1855. године. Док је тамо боравио, у гимназији у Симферопољу је постао магистар наука. После потпуног оздрављења вратио се у Санкт Петербург 1857. године.

### Каснији живот
Између 1859. и 1861. радио је на капиларности течности и дизајнирању спектроскопа у Хајделбергу. Крајем аугуста 1861. године написао је своју прву књигу о спектроскопу. Верио се 4. априла 1862. године са Феозвом Никитичнаом Лешчевом, а 27. априла 1862. су се и венчали у цркви Инжењерског института Николајев у Санкт Петербургу. Постао је доктор наука 1865. када је одбранио дисертацију на тему комбинације воде са алкохолом. 1876. године упознао је Ану Иванову Попову која га је очарала, те ју је запросио 1881. претећи да ће се убити ако га одбије. Развео се од Лешчеве месец дана касније, да би почетком 1882. године оженио Попову. Његова кћерка из другог брака, Љубова, постала је касније жена познатог руског песника Александра Блока. Остала деца су му Владимир (морнар, који је учествовао у истраживању истока) и кћерка Олга из првог брака са Феозвом, те син Иван и близанци са Аном.
Иако је Мендељејев био награђиван од стране многих научних организација широм Европе, укључујући (1882) Дејвијеву медаљу Краљевског удружења у Лондону (које му је касније 1905. године дало и Коплејеву медаљу), Мендељејев даје отказ на Универзитету у Санкт Петербургу 17. аугуста 1890. године.
Године 1893. постављен је на место директора Бироа за мере и тегове. Његова улога тамо је била да управља доношењем нових државних стандарда за производњу вотке. Мендељејев је такође истраживао и састав нафте и помогао је у отварању прве рафинерије нафте у Русији. Препознао је важност нафте као основне сировине у петрохемијској индустрији. Приписује му се изрека у вези са нафтом као горивом, што је упоредио са потпаљивањем ватре у кухињи новчаницама.
Сматра се оцем руске нафтне индустрије. Већ 1860-их посетио је нафтна поља у околини Бакуа, у Азербејџану. По налогу руске владе 1876. године отпутовао је у САД, гдје је проучавао производњу нафте на нафтним пољима Пенсилваније. По повратку у Русију, његове сугестије су биле значајне у покретању искориштавања руских нафтних резерви. Пронашао је и нову методу рафинирања нафте. Сва истраживања нафте објединио је у свом раду Нафтна индустрија у Пенсилванији и на Кавказу.
У политичком погледу био је либерал. На својим предавањима, за разлику од својих колега, допуштао је да присуствују и жене. Често је слао дописе руској влади, а генерално се ограђивао од царистичке бирократије и политичких репресија.
Изабран је за члана Шведске краљевске академије наука 1905. године. Годину касније, Нобелов комитет за хемију га је предложио Шведској академији за Нобелову награду за хемију за 1906. годину у част његовог открића периодног система. Секција за хемију Шведске академије је подржала ову кандидатуру. Тада је Академија требало да одобри приједлог Комитета, као што је до тад чинила у готово свим случајевима. Међутим, неочекивано, на редовном заседању Академије, члан Нобеловог комитета Петер Класон, који се није слагао са предлогом, предложио је кандидатуру за Анрија Моасана. Сванте Аренијус, који је, мада није био члан Нобеловог комитета за хемију, имао велики утицај на Академију, такође је вршио притисак да се одбије предлог за Мендељејева, истичући да је периодни систем превише старо откриће да би се дала награда 1906. године. По наводима савременика, Аренијус је био мотивисан и инатом који је био усмерен против Мендељејева због његова критике Аренијусове теорије дисоцијације. Након оштре расправе, већина чланова Академије је гласала за Мосана. Покушај да се Мендељејев поновно предложи за награду 1907. опет је пропао због потпуне опозиције Аренијуса.
Мендељејев је умро 1907. године у 72. години у Санкт Петербургу од последица грипа.

## Периодни систем
До 1863. године било је познато 56 хемијских елемената, а у то доба нови елементи су се откривали отприлике један годишње. И други научници пре Мендељејева су уочили периодичност елемената. Џон Њуландс је описао Закон октава, бележећи њихову периодичност по релативним атомским масама 1864. године, што је и објавио годину касније. Његов предлог је идентификовао потенцијал за нове елементе попут германијума. Међутим, концепт је критикован, а његово откриће није признало Друштво хемичара све до 1887. године. Осим њега, и Лотар Мејер је предложио један облик периодног система у раду објављеном 1864. године, где је описао 28 елемената класифицираних по њиховим валенцијама. Мејер, који се често сматра и проналазачем периодног система заједно са Мендељејевом, био је критичар и противник Периодичног закона.
Након што је постао професор, Мендељејев је написао капиталну књигу за то доба: Принципи хемије у два тома (1868—1870). У њој је покушао класификује хемијске елементе по њиховим хемијским особинама, што је запазио у правилним понављајућим обрасцима, што га је навело да састави свој периодни систем. Тврдио је да је имао визију потпуног редоследа елемената у сну:
У сну сам видио табелу где су сви елементи пали на тачно тражено место. Пробудивши се, одмах сам их записао на папир, само за један елемент сам морао касније исправљати место.— Mendeljejev
Не знајући за раније научне радове у вези периодног система током 1860-их, направио је следећу табелу
| 35.5 | 39  | 40  |
| 80   | 85  | 88  |
| 127  | 133 | 137 |

Додајући остале елементе и слиједећи ову схему, Дмитриј је развио проширену верзију свог периодног система. Његово формално представљање Руском хемијском друштву 6. марта 1869. године, Мендељејев је насловио Зависност између особина атомских тежина елемената, у којој је описао елементе у односу и на њихове атомске масе и валенцију. У тој презентацији навео је, између осталог, да:
1. ако се елементи сложе у односу на њихове атомске масе, уочава се одређена периодичност њихових особина.
2. Елементи који су слични у погледу њихових хемијских особина имају атомске масе које су или готово сличних вриједности (нпр.) или које се правилно повећавају (нпр.).
3. Распоред елемената у групе по редоследу њихових атомских маса одговара њиховим такозваним валенцијама, као и, донекле, њиховим одређеним хемијским особинама, као што је то уочљиво дуж других серија попут , , , , ,  i .
4. Елементи који су највише распрострањени имају углавном мале атомске масе.
5. Магнитуда атомске масе одређује карактер елемента, као што магнитуда молекула одређује карактер хемијског једињења.
6. Можемо очекивати открића многих нових, још неоткривених, елемената, на пример два елемента аналогна алуминијуму и силицијуму, чије би атомске масе биле између 65 и 75.
7. Атомске масе неког елемента се могу понекад открити или додати знањем истих код неког сусједног елемента. Тако атомска маса телура мора лежати између 123 и 126, а не може бити 128. Међутим, овде Мендељејев није био у праву, јер атомска маса телура (127,6) остаје виша него код јода (126,9), како је приказано у модерним периодним системима, а разлог за то је начин на који се атомске масе рачунају, засновано на пондерисаном просеку свих уобичајених изотопа неког елемента, а не само верзије изотопа код њих је однос броја протона и неутрона 1:1, на шта се позивао Мендељејев.
8. Одређене карактеристичне особине елемената могу бити превиђене из њихових атомских маса.

Мендељејев је објавио своју периодну табелу са свим до тада познатим елементима и предвидео неколико нових елемената да би имао попуњену сву табелу. Само неколико месеци након њега, Мејер је објавио готово исту табелу. Неки сматрају да су он и Мендељејев заједнички аутори периодног систем, међутим већина се слаже да је због Мендељејевих прецизних предвиђања особина елемената које је назвао екасилицијум, екаалуминијум и екабор (данас су познати као германијум, галијум и скандијум), даје му одређену предност и част у креирању периодног система.
За осам елемената за које је предвидео постојање, користио је префиксе ека, дви, и три (на санскриту: један, два, три) за њихово именовање. Мендељејев је тврдио да је тачност неких од тада прихваћених атомских маса упитна (оне су се тада могле измерити само са врло слабом прецизношћу), наглашавајући да оне не одговарају онима које претпоставља Закон периодичности. Он је навео пример телура који има вишу атомску масу од јода, али је ова два елемента поставио у правилни редослед, нетачно тврдећи да су њихове тада прихваћене атомске масе биле погрешне. Осим тога, био је у недоумици где да стави до тада откривене лантаноиде, а претпоставио је постојање још једног реда табеле где би били поређани актиноиди, међу којима су и елементи са највећим атомским масама. Неки су оповргавали Мендељејева предвиђања да би се могло открити још доста нових елемената, међутим његова предвиђања су се испоставила тачним када су Ga (галијум) и Ge (германијум) пронађени 1875. и 1886. године, савршено се уклапајући на два недостајућа и празна места у табели.
Дајући санскрит имена недостајућим елементима, Мендељејев је показао одређену почаст и дуг санскритском граматичару из древне Индије, који је креирао софистициране теорије језика на основу открића дводимензионалне схеме у основним звуковима. Мендељејев пријатељ и колега био је Ото фон Ботлингк, санскритист који је тада припремао друго издање своје књиге о Панинију готово у исто време као и Мендељејев, а Дмитриј је имао намеру да додели почаст Панинију својом номенклатуром. Примећујући очите сличности између периодног система и увода Śiva Sūtras у Паṇинијевој граматици, проф. Пол Кипарски је написао:

Аналогија између два система је очита. Као што је Панини пронашао да је фонолошка шема звукова у језику функција њихових артикуларних особина, тако је и Мендељејев пронашао да су хемијске особине елемената функција њихових атомских маса. Попут Панинија, Мендељејев је до овог открића дошао трагањем кроз „граматику“ елемената...

Оригинални радни папири које је написао лично Мендељејев пронађени су након много година и објављени су под називом радни (скицирани) систем елемената.

## Остали успеси
При покушају хемијског добијања етера 1902. године изнио је лошу хипотезу о постојању два елемента који имају мању масу од водоника, па да је лакши од њих хемијски инертан елемент, изузетно покретљив, свепродирући и свепрожимајући гас.
Мендељејев је посветио време и анализи отопина, које је посматрао као хомогене текуће саставе нестабилних дисоцирајућих компонената - отапала и отопљене материје, држећи да су то примери једноставних или чистих материја, подложних Далтоновим законима.
У погледу физичке хемије проучавао је реакције течности са топлотом и израдио формулу сличну Геј-Лисаковом закону о униформности и ширењу гасова. Од 1861. је интерпретирао Т. Андревову концепцију критичне температуре гасова тако што је одредио апсолутну тачку топљења супстанце чији елементи дају температуру једнаку нули, и тада вода прелази у пару, независно од температуре и запремине.
Мендељејев је пуно писао о хемији, а његова најпознатија књига засигурно је Принципи хемије коју је писао од 1868. до 1870. Она је потом преведена на многе светске језике.
Мендељејев је заслужан за откриће оптималне количине алкохола, 38% (80 доказа), у руској вотки. Али пошто се тада вотка, као и друга алкохолна пића опорезовала на основу процента алкохола у њима ради лакшег прорачуна у стандарде је уведен удео од 40%. Извор те атрибуције била је теза његовог доктората О композицији алкохола и воде. Та теза темељила се углавном на физичким својствима смесе алкохола и воде, као дестилација.
Добио је заслуге и за увођење метричког система у Руском царству.
Изумео је пироколидијум, врсту гасовитог праха базираног на нитроцелулози, а 1892. организовао је његову производњу. Овај рад је прихватила и преузела Руска морнарица, али га није наставила користити. Осим тога, Дмитриј је проучавао порекло нафте и закључио да су угљоводоници абиогенични, те да се формирају дубоко унутар Земље.
Записао је: "Основна чињеница је да се уочи да се нафта рађа у дубинама Земље, и то је једино место где морамо тражити њено порекло." (Дмитриј Мендељејев, 1877)

## Почасти
- Совјетска поштанска марка у част Мендељејева
- Мендељејева медаља
- Скулптура у част Мендељејева и периодног система у Братислави

Постоји низ места и објеката који су повезани са именом и достигнућима овог научника.
У Санкт Петербургу његово име носи Национални институт за меритељство који се бави са постављањем и подршком националним и светским стандардима за прецизна мерења. У непосредној близини института налази се и споменик у његову част, који приказује његов лик како седи, те приказ периодног система на зиду ове установе.
По њему је један месечев кратер добио име, као и хемијски елемент са атомским бројем 101, радиоактивни мендељевијум. Руска академија наука од 1998. године годишње додељује Мендељејеву златну медаљу (првобитно додељивану од стране Академије наука СССР од 1962. године) за достигнућа у хемијској науци и технологији.